# بوتينافين
بوتينافين (Butenafine) هومضاد للفطريات من زمرة بنزيل امين مع تأثيرات مشابهة لتأثيرات مضادات الفطريات من زمرة ألليل امين تيربنافين. يستخدم على شكل هيدروكلورايد موضعياً على شكل كريم 1% لمعالجة الإنتانات الجلدية الفطرية السطحية.

## الخصائص الدوائية
بوتينافين هيدروكلورايد هو مسحوق بلوري أبيض عديم الرائجة ينحل بحرية في الميتانول، ايتانول، والكلوروفورم، وينحل بشكل قليل في الماء.

## الاستعمال الطبي
يستخدم بوتينافين للمعالجة الموضعية للسعفة ( النخالية ) المبرقشة، وأيضاً القدم الرياضية، وسعفة الأرفاغ .
يظهر أيضاً فعالية أعلى ضد المبيضات البيض من تيربينافين ونافتيفين.يظهر بوتينافين تراكيز تثبيطية منخفضة ضد المستخفية Cryptococcus والرشاشيات Aspergillus .
يوجد دليل على أنه فعال ضد إنتانات الفطور الجلدية لأظافر أصابع الأقدام، ولكن يجب أن يطبق يومياً لفترة مطوّلة ( على الأقل لمدة سنة واحدة ).
يتوفر بوتينافين موضعياً على شكل كريم 1%.

## آلية التأثير
كما هو الحال بالنسبة لمضادات الفطريات من زمرة ألليل امين، فإن بوتينافين يعمل عن طريق تثبيط تصنيع الايرغوستيرول بوساطة تثبيط انزيم سكوالين ايبوكسيداز، وهوالانزيم المسؤول عن تخليق الستيرولات المطلوبة في جدار الخلية الفطرية. تزداد نفاذية جدار الخلية بسبب عوز الايرغوستيرول ، مما يسمح لمحتوياتها بأن تتسرب للخارج.

## مضادات الاستطباب
فرط الحساسية لهذا الدواء أو لأحد مكوناته.

## الاستعمال الموضعي
بالنسبة لكريم 1%
- للبالغين والأطفال 12 سنة وأكبر.
- اغسل الجلد المصاب المصاب بوساطة الماء والصابون وجففه بالكامل قبل التطبيق.
- طبّق مرة واحدة يومياً للجلد المصاب لمدة أسبوعين أو كما هو موصوف من قبل الطبيب.
- اغسل يديك بعد كل استعمال.
- الأطفال تحت 12 سنة: اسأل الطبيب.

## الحرائك الدوائية
- الامتصاص: تُمتص كمية صغيرة منه إلى الدوران الجهازي بعد تطبيقه موضعياً.
- الاستقلاب: ضمن الكبد (غالباً بالحلمهة).
- العمر النصفي: 35 ساعة.
- يصل تركيزه المصلي لذروته بعد مرور 6 ساعات على تطبيقه موضعياً.

## الآثار الجانبية
تحدث بنسية تزيد عن 10%: حس حرق، لسع، تخريش، حمامي، حكة (2%).
تحدث بنسبة تقل عن 1%: التهاب جلدي تماسي.

## المراقبة
- راقب الزرع والفحص تحت المجهر باستخدام ماءات البوتاسيوم.
- راقب العلامات السريرية لسعفة القدم.

## تعليمات خاصة بالمريض
- إذا ظهر طفح ما أو علامات دالة على الأرج راجع الطبيب فوراً.
- لا تطبق دواءً موضعياً (مرهماً أو رهيم أو هلام) آخر على نفس المنطقة التي تعالجها بهذا المحضر إلا بعد استشارة الطبيب.

## المستحضرات الصيدلانية
رهيم: 1% (2غ، 15غ، 30غ).